# Slot Bracht
Slot Bracht (Duits: Schloss Bracht) is een kasteel in het Belgische dorp Bracht (gemeente Burg-Reuland), gebouwd in de periode 1782-1785.

## Geschiedenis
Het Brachter slot ligt in het midden van het dorp en werd gebouwd in opdracht van Georg Friedrich August Ferrand von Montigny (1705–1790). In de negentiende eeuw verliet de familie Von Montigny de Eifel en nam ze afstand van het slot. De nieuwe bezitter was een voorouder van de huidige bezitters, de familie Hilar Kaut. Het familiewapen van Von Montigny, waarop zwaarden en een springende leeuw te zien zijn, is nog altijd aan de achterkant van het gebouw te vinden.

## Gebouw
Het slot bestaat  uit landbouwgebouwen en een herenhuis. Het herenhuis heeft aan de kant van de binnenplaats een bordes, waar het jaartal 1884 genoteerd is. Op een gietijzeren schouw is naast het wapen van Von Montigny ook het jaartal 1780 te herkennen. In het middendeel van de bovenste verdieping bevindt zich een huiskapel met pilasterdecoratie en pleisterwerkbedekking.

## Trivia
- Het slot was in 1977 de draailocatie van de film Winterspelt.